# Similosodus ursuloides
Similosodus ursuloides är en skalbaggsart som beskrevs av Stefan von Breuning 1968. Similosodus ursuloides ingår i släktet Similosodus och familjen långhorningar. Inga underarter finns listade i Catalogue of Life.